# Sharon (Connecticut)
Pour les articles homonymes, voir Sharon.
Sharon est une ville située dans le comté de Litchfield, dans l'État du Connecticut (États-Unis). Lors du recensement de 2010, Sharon avait une population totale de 2 782 habitants.

## Géographie
Selon le Bureau du recensement des États-Unis, la superficie de la municipalité est de 59,56 milles carrés (154,26 km2), dont 58,77 milles carrés (152,21 km2) de terres et 0,79 milles carrés (2,05 km2) de plans d'eau (soit 1,44 %).

## Histoire
D'abord appelée New Sharon, la ville doit son nom à la région biblique de la plaine de Sharon. Elle devient une municipalité en 1739.

## Démographie
Lors du recensement de 2010, la municipalité de Simsbury comptait 2 782 habitants, dont 729 dans le bourg de Sharon (Sharon CDP).
D'après le recensement de 2000, il y avait 2 968 habitants, 1 246 ménages, et 775 familles dans la ville. La densité de population était de 19,5 hab/km2. Il y avait 1 617 maisons avec une densité de 10,6 maisons/km2. La composition ethnique de la population était : 96,87 % blancs ; 0,94 % noirs ; 0,44 % amérindiens ; 0,57 % asiatiques ; 0,00 % natifs des îles du Pacifique ; 0,34 % des autres races ; 0,84 % de deux ou plus races. 1,95 % de la population était hispanique ou Latino de n'importe quelle race.
Il y avait 1 246 ménages, dont 25,8 % avaient des enfants de moins de 18 ans, 51,9 % étaient des couples mariés, 7,5 % avaient une femme qui était parent isolé, et 37,8 % étaient des ménages non-familiaux. 31,1 % des ménages étaient constitués de personnes seules et 13,2 % de personnes seules de 65 ans ou plus. Le ménage moyen comportait 2,26 personnes et la famille moyenne avait 2,87 personnes.
Dans la ville la pyramide des âges était 21,3 % en dessous de 18 ans, 4,2 % de 18 à 24, 24,4 % de 25 à 44, 29,1 % de 45 à 64, et 21,0 % qui avaient 65 ans ou plus. L'âge médian était 45 ans. Pour 100 femmes, il y avait 94,0 hommes. Pour 100 femmes de 18 ans ou plus, il y avait 92,2 hommes.
Le revenu médian par ménage de la ville était 53 000 dollars US, et le revenu médian par famille était $71 458. Les hommes avaient un revenu médian de $42 841 contre $31 375 pour les femmes. Le revenu par habitant de la ville était $45 418. 7,2 % des habitants et 3,9 % des familles vivaient sous le seuil de pauvreté. 10,4 % des personnes de moins de 18 ans et 0,0 % des personnes de plus de 65 ans vivaient sous le seuil de pauvreté.
| 1820  | 1850  | 1860  | 1870  | 1880  | 1890  |
| ----- | ----- | ----- | ----- | ----- | ----- |
| 2 573 | 2 507 | 2 556 | 2 441 | 2 580 | 2 149 |

| 1900  | 1910  | 1920  | 1930  | 1940  | 1950  |
| ----- | ----- | ----- | ----- | ----- | ----- |
| 1 982 | 1 880 | 1 585 | 1 710 | 1 611 | 1 889 |

| 1960  | 1970  | 1980  | 1990  | 2000 | 2010 |
| ----- | ----- | ----- | ----- | ---- | ---- |
| 2 141 | 2 491 | 2 623 | 2 928 | 729  | 844  |